# Synchronizátor střelby

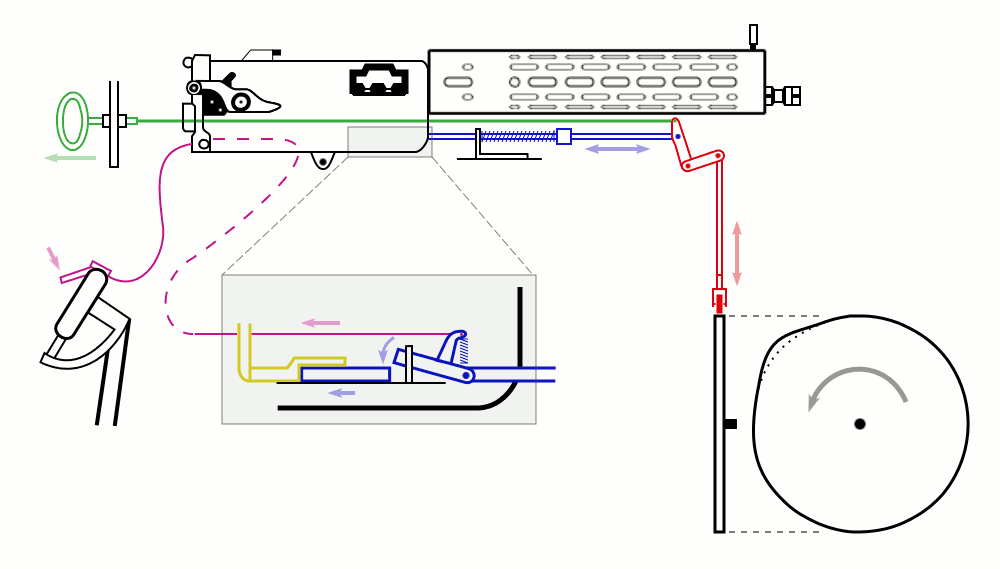
Synchronizace kulometu na letounech Fokker

Synchronizátor střelby je zařízení, umožňující střelbu automatické zbraně (kulometu či automatického kanónu) okruhem vrtule stíhačky bez jejího poškození. Byl vyvinut během první světové války.

## Historie
Potřeba synchronizátoru střelby byla vyvolána konstrukcí stíhacích letounů první světové války. Už během prvních bojů v průběhu roku 1914 se ukázalo, že nejúčinnějším způsobem boje stíhacích letounů je míření celým letounem a střelba zbraněmi namontovanými v jeho ose. Letouny v té době ale měly příliš křehkou konstrukci na to, aby zbraně mohly být umístěny v křídlech, navíc tehdejší zbraně vyžadovaly obsluhu (nabíjení, drobné opravy). Ve výstřelu z místa poblíž pilota ale bránila vrtule. U dvojplošníků býval někdy kulomet umístěn nad horním křídlem, ale i tam bylo nabíjení obtížné. Byly prováděny také pokusy o střelbu dutou osou vrtule, ale to zase komplikovalo pohonnou soustavu. Střelba osou vrtule odstranila potřebu synchronizace a tento konstrukční prvek se uplatnil u více typů stíhaček během druhé světové války. V té době ale už většina letadel měla kulomety v křídlech a synchronizace nebyla nutná.
První, kdo úspěšně řešil střelbu okruhem vrtule, byl Francouz Eugène Gilbert.[zdroj⁠?!] Ten namontoval na svůj letoun běžný kulomet a v místech, kde střely procházely vrtulí, ji zúžil a namontoval ocelové klíny, které rozrážely proud střel. Toto řešení sice snížilo účinnost vrtule a tím i rychlost letadla, nárazy navíc ničily vrtuli i motor, a asi čtvrtina střel byla odražena, ale takto vybavená letadla se stala okamžitě pro německé letce smrtícím protivníkem.
V dubnu 1915 musel Roland Garros, úspěšný francouzský stíhač se třemi sestřely (to bylo v prvních měsících války skutečně hodně) pro poruchu přistát na německé straně. Tím byl vynález odhalen. Německá armáda vyžadovala podobný systém. Již v létě 1915 předváděl konstruktér a výrobce Anthony Fokker svůj způsob mechanické synchronizace, kdy kulomet střílel mezi listy vrtule. Na jaře 1916 už operovalo těchto strojů více než sto.
Na straně spojenců se podařilo synchronizaci vyřešit uspokojivě až v průběhu roku 1916.
Synchronizátory střelby se na konci první světové války staly všeobecně rozšířenými. V období kolem druhé světové války se častěji umisťovala výzbroj do křídel (synchronizace totiž snižuje kadenci střelby), takže synchronizátory  byly letouny vybavovány v menší míře, s nástupem proudových stíhaček pak nutnost existence synchronizovaných kulometů zmizela zcela. Poslední stíhací letouny se synchronizovanými zbraněmi použité v boji byly sovětské Lavočkin La-11 a Jakovlev Jak-9 během Korejské války, tedy v letech 1950 až 1953.

## Princip synchronizace
Postupně se objevilo několik systémů synchronizace. Vždy se jednalo o nějaký způsob přenosu informace o poloze vrtule a tím řízenou střelbu. Fokkerovo řešení spojilo mechanicky vačku na ose se spouští, v Británii bylo vyvinuto řešení s hydraulickým přenosem, existovaly i systémy s kardanovým hřídelem mezi motorem a kulometem.